# Grandes Éxitos (album, Shakira)
Grandes éxitos je kompilační album kolumbijské zpěvačky Shakiry z roku 2002.

## Seznam skladeb
CD
1. „Estoy aquí“ (Ochoa, Shakira) – 3:53
2. „Antología“ (Ochoa, Shakira) – 4:11
3. „Un poco de amor“ (Ochoa, Shakira) – 4:00
4. „¿Dónde estás corazón?“ (Ochoa, Shakira) – 3:53
5. „Que me quedes tú“ (Ochoa, Shakira) – 4:49
6. „Ciega, sordomuda“ (Estéfano, Shakira) – 4:29
7. „Si te vas“ (Ochoa, Shakira) – 3:31
8. „No creo“ (MTV Unplugged) (Ochoa, Shakira) – 4:14
9. „Inevitable“ (Ochoa, Shakira) – 3:15
10. „Ojos así“ (Florez, Garza, Shakira) – 3:59
11. „Suerte“ ("Whenever, Wherever") (Mitchell, Shakira) – 3:16
12. „Te aviso, te anuncio“ ("Tango") (Shakira) – 3:46
13. „Tú“ (MTV Unplugged) (O'Brien, Shakira) – 4:52
14. „¿Dónde están los ladrones?“ (MTV Unplugged) (Ochoa, Shakira) – 3:29
15. „Moscas en la casa“ (Shakira) – 3:31

VCD
1. „Interview se Shakirou“